# Інфірмерія

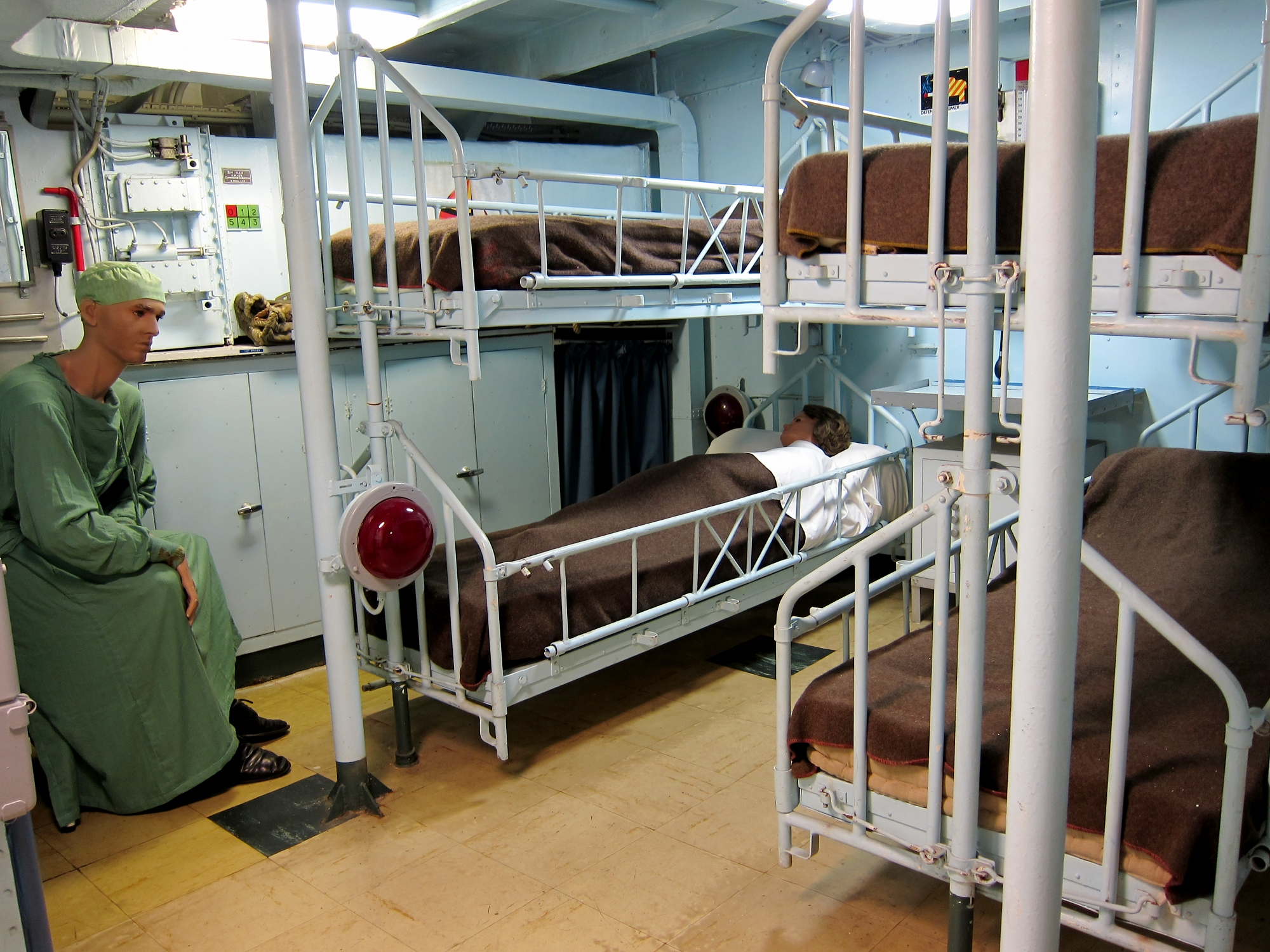
Інфірмерія. Нант.

Інфірмерія — лікарня для престарілих і хворих ченців. Інфірмерія — частина орденського дому, в якій перебували хворі єзуїти під опікою брата інфірмара.
Відома інфірмерія в палаці Великих магістрів Тевтонського ордену Мальборк.
В наш час — лазарет для надання першої медичної допомоги.
Це місце, як правило, розташоване в будівлі поряд з місцем мешкання чи праці і має достатню кількість персоналу.
Проте, існують мобільні амбулаторії . Вони встановлюються в місцях великих скупчень людей (подій, розваг, спортивних) і в місці аварії чи стихійного лиха. Вони часто створюються за послугами цивільної оборони Червоного Хреста і в зонах катастроф чи бойових дій.